# Thrincotropis caffra
Thrincotropis caffra är en insektsart som beskrevs av Henri Saussure 1899. Thrincotropis caffra ingår i släktet Thrincotropis och familjen Pamphagidae. Inga underarter finns listade i Catalogue of Life.